# جینگ هایپنگ
جینگ هایپنگ (به انگلیسی: Jing Haipeng) فضانورد اهل کشور چین است که در ۲۴ اکتبر ۱۹۶۶ میلادی در شانشی زاده شد. وی در مأموریت شنژو ۷، شنژو ۹ حضور داشته است.